# Symplectoscyphus procerus
Symplectoscyphus procerus is een hydroïdpoliep uit de familie Sertulariidae. De poliep komt uit het geslacht Symplectoscyphus. Symplectoscyphus procerus werd in 1928 voor het eerst wetenschappelijk beschreven door Trebilcock. 